# Makena
Makena – jednostka osadnicza w Stanach Zjednoczonych, w hrabstwie Maui.